# SN 1997eu
SN 1997eu – supernowa typu Ia odkryta 28 grudnia 1997 roku w galaktyce A082300+0408. W momencie odkrycia miała maksymalną jasność 22,40m.